# Drapeau de Saint-Pierre-et-Miquelon
Le drapeau de Saint-Pierre-et-Miquelon représente La Grande Hermine, le navire sur lequel Jacques Cartier atteignit Saint-Pierre le 15 juin 1536. La caraque (ou nef) à trois mats équipés est d'or, cousue de sable sur un ciel d'azur et vogue sur une mer du même bleu cousue aussi de sable et ondée d'argent.

## Présentation
Le long de la hampe (à dextre), sont reproduits de haut en bas les drapeaux des trois principales régions françaises d’origine des habitants de l’archipel : Pays basque, Bretagne et Normandie.
Les armoiries bretonnes sont seulement d'argent chargé d'hermines de sable (sans le cantonnement du plus récent drapeau breton, avec ses fasces d'argent et de sable). Initialement les armoiries du Pays basque (français et espagnol) figuraient à la place du drapeau basque plus récent (mais plus facilement identifiable). Le drapeau normand à trois léopards a été remplacé par celui aux deux léopards[réf. souhaitée] (voir aussi Armoiries de Saint-Pierre-et-Miquelon).
Ce drapeau sert de base pour les armes du territoire, lesquelles figurent sur les écussons insignes du peloton local de la gendarmerie nationale qui assure la mission de sécurité intérieure et le contrôle maritime.
Puisqu'il est censé représenter les valeurs culturelles et historiques des habitants de l'archipel, il a été suggéré de le compléter avec l'étoile d'or de l'Acadie présente sur le drapeau acadien, qui serait posée sur le ciel d'azur, car les Acadiens venus se réfugier dans l'archipel ne sont pas directement représentés.

## Utilisation
Bien que seul le drapeau national tricolore soit reconnu comme l'unique drapeau, le drapeau de Saint-Pierre-et-Miquelon est hissé devant la mairie de Saint-Pierre, devant le Conseil territorial et est présent dans une salle du conseil ainsi que dans une salle de la préfecture et dans la résidence préfectorale. À ce titre, la ministre Annick Girardin a prononcé un discours avec, derrière elle, le drapeau. Le drapeau apparaît également sur les badges de la Gendarmerie. Aussi, son utilisation peut être considérée comme à mi-chemin entre officieux et officiel.